# Parafia Matki Boskiej Gromnicznej w Porażu

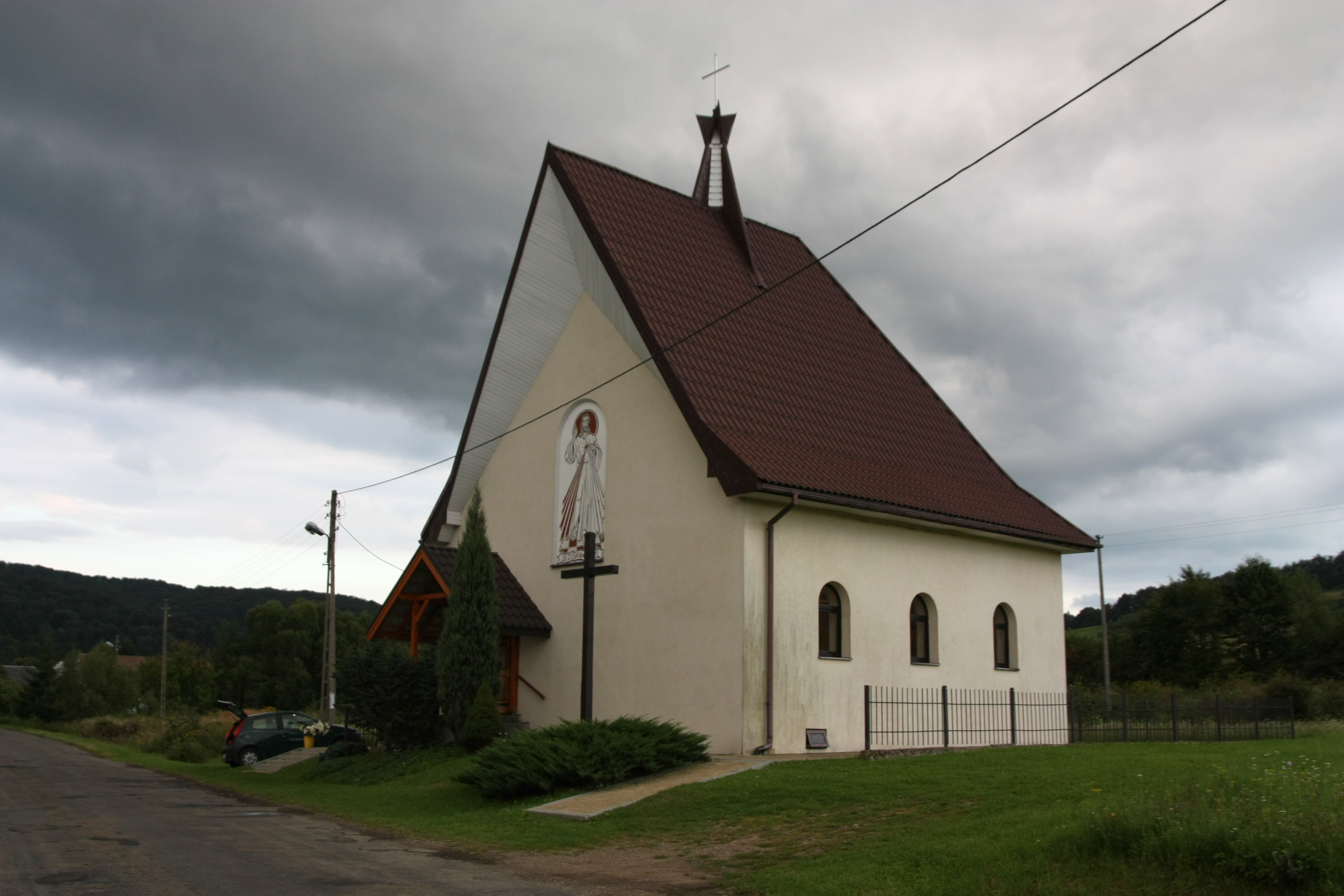
Kościół filialny w Mokrem

Parafia Matki Boskiej Gromnicznej w Porażu – parafia rzymskokatolicka w Porażu pod wezwaniem Matki Bożej Gromnicznej, w dekanacie sanockim, archidiecezji przemyskiej.

## Historia
W 1383 roku wieś była wzmiankowana jako Kuncendorf. Ok. 1400 roku prawdopodobnie został zbudowany kościół w Porażu, w 1441 roku wzmiankowany jest proboszcz ks. Maciej. W 1536 roku pojawiła się pierwsza wzmianka o parafii. W 1600 roku z powodu najazdu protestanta Jana Drohojowskiego zostały zniszczone zabudowania kościelne.
W 1600 roku Krzysztof Tarnawski potwierdził uposażenie parafii. W końcu XVII wieku do parafii należały: Poraż, Brzozowiec, Czaszyn, Łukowe, Mokre, Olchowa, Tarnawa Dolna i Górna, Zawadka, Wielopole, Zagórz, Morochów. W 1721 roku bp Krzysztof Jan Szembek wizytował parafię.
W 1783 roku został zbudowany obecny kościół murowany, który w 1784 roku został poświęcony. W 1853 roku kościół został konsekrowany przez bpa Franciszka Ksawerego Wierzchleyskiego. W 1901 roku kościół został przebudowany i odnowiony. 
W 1937 roku na terenie parafii było 1 412 wiernych (w tym: Poraż – 1 015, Czaszyn z Brzozowcem – 363, Morochów – 17, Mokre – 15, Zawadka Morochowska – 2), 1900 grekokatolików, 72 Żydów. W 1954 roku wykonano polichromię.
W roku 1969 odlano 3 dzwony w Odlewni Jana Felczyńskiego z Przemyśla: Marię, Edwarda i Annę. Jedynie dzwonek sygnaturka pochodzi z 1731 roku. W 2021 roku został przeprowadzony remont dzwonów.
W 1998 roku w Morochowie nabyto dawny sklep i jego mury wykorzystano przy budowie kościoła filialnego pw. Miłosierdzia Bożego.
Na terenie parafii jest 1 500 wiernych (w tym: Poraż – 1 220, Mokre – 120, Morochów – 160).
Proboszczowie parafii:
1441. ks. Maciej.
1480. ks. Wawrzyniec.
1481. ks. Stanisław Samson.
1482– ?. ks. Mikołaj.
1503–1508. ks. Jan.
1508– ?. ks. Maciej.
1520–1535. ks. Jan.
1536–1552. ks. Stanisław Tarnawski.
1563– ?. ks. Andrzej z Pilzna.
1583. ks. Feliks Borkowski.
1591. ks. Maciej Umiastkowski.
1612–1615. ks. Zachariasz Farurey.
1615– ?. ks. Jan Michocin.
1623–1624. ks. Jan Rutecki.
1624–1637. ks. Jan Czechowicz.
1637–1640. ks. Adam Sursikowicz.
1641–1644. ks. Adam Podalski.
1644. ks. Adam Stocki.
1665. ks. Piotr Głoski.
1686–1706. ks. Jan Dłużewski.
 ?–1710. ks. Franciszek Mikołajewski.
1710–1718. ks. Józef Sadłucki.
1718–1720. ks. Jan Kalistowski.
1720. ks. Jan Gadawski.
 ?–1735. ks. Józef Skarbiński.
1735–1759. ks. Antoni Staniecki.
1759–1768. ks. Marcin Kruwacki.
1768–1790. ks. Szymon Ziemiański.
1790–1792. ks. Maciej Magiorski.
1792–1810. ks. Wawrzyniec Sommer.
1810–1826. ks. Mikołaj Guzikowski.
1826–1828. ks. Marcin Kuliński.
1828–1831. ks. Alojzy Stass.
1831–1845. ks. Ignacy Łazowski.
1845–1846. ks. Andrzej Wywrot.
1868–1872. ks. Ludwik Jastrzębski.
1872–1882. ks. Julian Jelinek.
1882–1910. ks. Marcin Kruczek.
1910–1952. ks. Antoni Morcinek.
1952–1962. ks. Władysław Rachwał.
1962–1963. ks. Błażej Kiernicki.
1963–2002. ks. Edward Feruś.
2002–2004. ks. Roman Szczupak.
2004–2014. ks. Aleksander Zdybek.
2014– nadal ks. Mariusz Woźniczyszyn.